# Pennisetum squamulatum
Pennisetum squamulatum là một loài thực vật có hoa trong họ Hòa thảo. Loài này được Fresen. mô tả khoa học đầu tiên năm 1837.